# Jaskinia Palmach
Jaskinia Palmach (hebr. מערת הפלמ"ח; ang. The Palmach Cave) – muzeum historyczne położone przy kibucu Miszmar ha-Emek, na północy Izraela. Muzeum znajduje się w jaskini wykorzystywanej w latach 1941-1948 przez żydowskie oddziały Palmach.

## Historia
Kibuc Miszmar ha-Emek został założony w 1926 roku. Narastający z upływem lat konflikt izraelsko-arabski bardzo mocno oddziaływał na osadę i jej mieszkańców. Podczas arabskich zamieszek w Palestynie w 1929 roku, kibuc został zaatakowany przez dużą arabską bandę. Kibuc ocalał wtedy tylko dzięki interwencji brytyjskiej policji mandatowej, która zmusiła jednak mieszkańców do opuszczenia kibucu do czasu uspokojenia się sytuacji. Po dziesięciu dniach powrócili oni do zniszczonego kibucu – spalono stodołę oraz rozkradziono zapas drewna. Wydarzenia te wzbudziły dużo emocji, a mieszkańcy wybudowali wokół osady palisadę obronną, a wieża obserwacyjna strzegła najbliższej okolicy. Dzięki temu, podczas arabskiego powstania w Palestynie (1936–1939) napastnicy mogli zaszkodzić jedynie okolicznym uprawom rolnym, sam kibuc oraz jego mieszkańcy byli bezpieczni. W konsekwencji tych wydarzeń, żydowska organizacja samoobrony Hagana podjęła decyzję o utworzeniu własnej bazy szkoleniowej – powstała ona przy położonym na zachód od kibucu Miszmar ha-Emek, gospodarstwie Dżo’ara. W latach 1938–1948 szkolenie przeszło w niej ponad tysiąc oficerów, którzy później tworzyli podstawy Sił Obronnych Izraela.
Podczas II wojny światowej Brytyjczycy wzmocnili współpracę wojskową z żydowską Haganą, tworząc i szkoląc kompanie szturmowe Palmach. W kwietniu 1942 roku w kibucu Miszmar ha-Emek zorganizowano pierwszy kurs sabotażu dla komandosów kompanii Palmach. Ćwiczenia odbywały się wśród położonych na zachód od kibucu zalesionych wzgórz Wyżyny Manassesa i w otoczeniu bazy Dżo’ara. Gdy rok później Brytyjczycy zrezygnowali ze współpracy z Żydami i skonfiskowali broń, członkowie Palmach zaatakowali brytyjski magazyn broni w Hajfie, przejmując znaczną część uzbrojenia. Została ona ukryta w jaskini w pobliżu Miszmar ha-Emek. Po powstaniu w 1948 roku niepodległego państwa Izrael, jaskinia była już niepotrzebna i pozostawała przez długie lata opuszczona. W 1989 roku członkowie Miszmar ha-Emek odremontowali jaskinię, urządzając w niej muzeum Palmach. Teren jest bardzo duży, ogrodzony i oświetlony w nocy. Jest on wykorzystywany jako baza edukacyjna programu szkoleniowego Gadna (są tutaj organizowane obozy namiotowe i szkolenia).

## Zbiory muzeum
Celem muzeum jest udokumentowanie historii obiektu. Ekspozycja przedstawia zbiór uzbrojenia wykorzystywanego przez kompanie szturmowe Palmach oraz szczegółowo opisuje przebieg bitwy o kibuc Miszmar ha-Emek. Prezentowany jest film opowiadający o historii Palmach i taktyce walki stosowanej podczas wojny. Wycieczki są oprowadzane przez przewodnika, a wieczorami organizowane są wieczory przy ognisku. Są tu organizowane seminaria naukowe oraz szkolenia. Dodatkową atrakcją jest park linowy.